# Warmduscher (DJ)
Warmduscher (bürgerlicher Name: Thilo Markwort; * 10. September 1971; † 8. Februar 2024) war ein deutscher Hardstyle-/Hard-Trance-Produzent und DJ.

## Leben und Wirken
Warmduscher wurde 1999 von Kai Tracids Label Tracid Traxxx unter Vertrag genommen und veröffentlichte die Single Auf die Fresse. 
Er besaß ein eigenes Plattenlabel namens Fakten Records. Seine Radiosendung Pick Up lief von Juni 2000 bis Dezember 2006 bei sunshine live. Ab November 2009 legte er einmal im Monat beim Internetradiosender JustBase.FM auf.
Markwort starb am 8. Februar 2024 an den Folgen einer langjährigen Krankheit in einem Krankenhaus im Alter von 52 Jahren.